# サイトウユウ
サイトウユウ（12月8日 - ）は、日本の音響監督、舞台プロデューサー、映画プロデューサー。
株式会社CHANCE iN（チャンス イン）所属。

## 人物・略歴
- 法政大にて哲学を学び、渡米。映画学を専攻しM.F.A. (Master of Fine Arts / 芸術修士号を修得。
- 米国サンフランシスコにあるアカデミー・オブ・アート大学、Motion Pictures & Television（映画学部）大学院を卒業。
- 声優ワークショップ ステップアップヴォイス講師。
- 趣味は、みんなでパイ投げ！(正確に言うとパイ投げられる！)

## 参加作品
※特記がない限り音響監督としての参加

### アニメーション[1]
2018年
- ケッケロケー
- 黒猫モンロヲ

2019年
- 今日もツノがある

2020年
- ぽっこりーず
- カオルの大切なモノ
- 困ったじいさん
- まるまるマヌル

2021年
- 開運キンタマーニドッグ
- おかしなさばくのスナとマヌ

2022年
- お昼のショッカーさん
- マッドトイチャッティ

2023年
- 五軍ホステス妖怪物語スナックBUKIMI

### 劇場アニメ
2021年
- リクはよわくない

### ボイスドラマ
2024年
- ユメノメラジオ～晴れにほほえみ雨にて踊る～
- ダヤン、奇妙な夢をみる

2023年
- ダヤンと霧の竜

### 日本語吹替版演出
映画
- 唐獅子仮面/ Lion-Girl
- ファーザー
- グリーン・ナイト
- ヴィーガンズ・ハム
- スパイダー/増殖
- メドゥーサ デラックス
- シャーク・ド・フランス
- またヴィンセントは襲われる
- 夜明けの詩
- ボイリング・ポイント/沸騰
- 女神の継承
- ポーカーフェイス 裏切りのカード
- シンデレラ 3つの願い
- セイント・フランシス
- 海の上のピアニスト（4Kデジタル修復版＆イタリア完全版）
- ザ・スクエア 思いやりの聖域
- 聖なる鹿殺し キリング・オブ・ア・セイクリッド・ディア
- ロブスター
- 聖なる犯罪者
- シルクロード.com ―史上最大の闇サイト―
- 21ブリッジ
- 犯罪都市
- 僕の世界の中心は
- デュー　あの時の君とボク
- スクールガールズ
- ハートビート ネクストステージ
- スティール・レイン
- 王の願い　ハングルの始まり
- モールおじさんとチョコレート工場
- マジカルミラー/もうひとりのボク
- ハッピーウェディング/幸せの法則
- mid90s ミッドナインティーズ
- マティアス＆マキシム
- マルモイ ことばあつめ
- 追龍
- SHADOW/影武者
- ハミングバード・プロジェクト 0.001秒の男たち
- トスカーナの幸せレシピ
- たちあがる女
- ピース・ニッポン（英語版）
- 68キル
- ゴースト・ストーリーズ 英国幽霊奇談
- プラド美術館 驚異のコレクション
- ナイト・ウォッチャー
- ザ・インターセクションズ
- プライス 戦慄の報酬
- ヴァーチャル・ウォー
- スモール・アドベンチャー/パパママ救出大作戦
- スモールワールド/15センチの魔法
- ムルゲ 王朝の怪物
- 僕の中のあいつ
- 聖女 Mad Sister
- 悲しみより、もっと悲しい物語
- PROSPECT プロスペクト
- ハイ・ライフ
- グッド・タイム
- アップグレード
- 男たちの挽歌 REBORN
- ヒトラーを殺し、その後フッグフットを殺した男
- ダーク・スクール
- サイバー・ゴースト・セキュリティ
- ゾンビマックス! 怒りのデス・ゾンビ
- ゾンビ津波
- ゲットバック-絶体絶命-
- 死霊船 メアリー号の呪い
- 水怪 ウォーター・モンスター
- トラップ・ガール 美しき獲物
- インビジブル・ユース ニュージェネレーション
- グンダラライズ・オブ・ヒーロー
- エージェント：ライオン
- ブルーイグアナ 500万ポンドの獲物
- ザ・ミスト
- シークレット・デイ
- サスペクトー薄氷の狂気ー
- A-X-L アクセル
- ドミノ 復讐の咆哮
- ワイルド・ウェスト 復讐のバラード
- アウトサイダーズ
- ジェシカ
- キラーズ・セッション
- ソード・オブ・レジェンド 古剣奇譚
- レジェンド・オブ・パール ナーガの真珠
- アラジン 新たなる冒険
- アラジン 悪しき王子と二人の魔人
- ファイティン！
- レッド・エージェント 愛の亡命
- リディバイダー
- フランス特殊部隊RAID
- RENDEL レンデル
- リセット 決死のカウントダウン
- ラプチャー 破裂
- リベンジ・ファイト　相棒は天才ハッカー!?
- ぼくを探しに

### 海外ドラマ
- ギルデッド・エイジ -ニューヨーク黄金時代-
- ディスカバリー・オブ・ウィッチズ
- 哲仁王后（チョルインワンフ）～俺がクイーン！？
- 愛はビューティフル、人生はワンダフル
- アウトブレイクー感染拡大－
- 天空の旅人
- ノーザン・レスキュー
- たった一人の私の味方
- オー・マイ・クムビ
- ファウダ 報復の連鎖　シーズン２

### 海外アニメーション
- ゴミおばけがやってきた
- ペルリンプスと秘密の森
- ミューン　月の守護者の伝説
- ブレッドウィナー
- 氷の国のスイフティ　北極危機一髪！
- ブレンダンとケルズの秘密
- ナッツジョブ　リバティパーク奪還作戦！！
- アグリードール
- ピーターパンと魔法の本
- レスキューせんエリアスと海ではたらく仲間たち
- ドリーム・ビルダーズ ミナと秘密の夢工場
- 僕とロボと不思議な惑星
- ジャック＆クロックハート 鳩時計の心臓をもつ少年
- ウィーリー ヒロイン救出大作戦！！
- おじいさんと子猫の魔法の家
- ビッグトリップ
- ディープ
- ハペット　虹の島の冒険
- アンバーとまなぼう！あんぜんなせいかつ
- ロイといっしょにひのようじん
- ポリーとまなぼうこうつうあんぜん
- ロボカーポリー／シーズン4

### 舞台
2013年
- CLOCK ZERO 〜終焉の一秒〜 A live Moment (プロデューサー)
- CLOCK ZERO 〜終焉の一秒〜 A live Moment再演 (プロデューサー)
- 十鬼の絆～関ヶ原奇譚～恋舞 (プロデューサー)

2014年
- CLOCK ZERO 〜終焉の一秒〜 リンゲージ (プロデューサー)
- ハマトラ THE STAGE -CROSSING TIME- (プロデューサー)

2015年
- 舞台版レーカン！ (プロデューサー)